# André Petitfils
Pour les articles homonymes, voir Petitfils.
André Petitfils est un footballeur français né le 10 février 1920 à Orléans (Loiret) et mort le 3 octobre 2001 à Hyères. Il a joué principalement au Stade de Reims, comme milieu de terrain. 

## Biographie
En championnat, il a fait environ 270 matches avec le club champenois.
Son frère Albert, né le 22 décembre 1933 à Rethel, a également été footballeur professionnel (demi droit). Il a joué à Toulouse (51-52), Perpignan (52-53 à 58-59) et Metz (59-60).

## Carrière de joueur
- ????-1939 :  FCO Charleville
- 1939-1951 :  Stade de Reims
- 1952-1954 :  Perpignan Football Club[2]

## Palmarès
- Champion de France en 1949 avec le Stade de Reims
- Vainqueur de la Coupe de France en 1950 avec le Stade de Reims
- Finaliste de la Coupe de France en 1944 avec l'É.F. Reims-Champagne